# Dikromatizam
Dikromatizam (di: dva + grč. χρῶμα, genitiv χρῶματος: boja) je svojstvo fizikalnih tijela (na primjer nekih minerala), da pokazuju različite boje ovisno o debljini sloja ili smjera gledanja. Razlog je tomu različito upijanje (apsorpcija) pojedinih dijelova spektra svjetlosti, pa kod debljih slojeva može doći do gotovo potpune apsorpcije neke boje.